# Federazione di hockey su ghiaccio della Bulgaria
La Federazione bulgara di hockey su ghiaccio (in bulgaro Българска Федерация по Хокей на Лед?, BIHF) è un'organizzazione fondata nel 1946 per governare la pratica dell'hockey su ghiaccio in Bulgaria.
Ha aderito all'International Ice Hockey Federation il 25 luglio 1960.